# Atractantha
Atractantha es un  género de planta herbáceas perteneciente a la familia de las poáceas. Es originario de  Brasil.Comprende 5 especies descritas y  aceptadas.

## Taxonomía
El género fue descrito por Floyd Alonzo McClure y publicado en Smithsonian Contributions to Botany 9: 42, f. 21–23. 1973. La especie tipo es: Atractantha radiata

## Especies
Atractantha aureolanata

Atractantha cardinalis

Atractantha falcata

Atractantha radiata